# 尤瓦魯
15°22′30″N 4°15′45″W / 15.37500°N 4.26250°W
尤瓦魯（法語：Youwarou），是馬里的城鎮，位於該國中部，由莫普提區負責管轄，是尤瓦魯省的首府，海拔高度268米，主要經濟活動有農業、畜牧業、漁業、工藝業和商業，2009年人口23,046。